# بيا (روسيا)
هذه المقالة عن المدينة الروسية، للملك النوبي المعروف أيضا بهذا الاسم أنظر بعنخي.
بيا (بالروسية: Бея) هي مدينة في جمهورية خقاسيا في روسيا.
يبلغ عدد سكانها حوالي 5306 نسمة.